# 水戸市立図書館
水戸市立図書館（みとしりつとしょかん）は茨城県水戸市にある公立図書館の総称である。基幹となる図書館は水戸市立中央図書館であり、2018年（平成30年）4月1日に耐震補強工事を終えて再開館した。

## 図書館一覧
水戸市立図書館は以下の6館で構成される。中央を除く5館は指定管理者の図書館流通センターが運営している。統計数値は2016年度現在。
| 図書館名   | 所在            | 開設       | 蔵書数（冊） | 延床面積（m2） |
| ---------- | --------------- | ---------- | ------------ | -------------- |
| 中央図書館 | 大町3-3-20      | 1944年10月 | 456,840      | 2,917.96       |
| 東部図書館 | 元吉田町1973-27 | 1989年4月  | 125,334      | 1,802.42       |
| 西部図書館 | 堀町2311-1      | 1992年4月  | 115,133      | 1,991.28       |
| 見和図書館 | 見和2-500-2     | 2006年4月  | 149,562      | 1,994.12       |
| 常澄図書館 | 大串町2134      | 2008年4月  | 70,141       | 542.88         |
| 内原図書館 | 内原町1497-16   | 2010年4月  | 78,583       | 1,873.34       |

組織としての水戸市立図書館は課に相当し、水戸市教育長、教育部長の下に課長級として中央図書館長が置かれている。館長の下に副館長が置かれ、予算・指導・庶務などを担う管理係と実際の図書館業務を担う図書係がある。図書館協議会と指定管理者制度導入図書館は館長に直属する。

### 市民センター図書室
市民センター図書室は、当初「公民館図書室」として開始された。1976年（昭和51年）時点では公民館図書室は市内で3室しかなかったが、図書館の分館的役割を担わせるべく順次拡張された。1985年（昭和60年）4月1日より水戸市立図書館からの配本が開始され、1989年（平成元年）10月1日には簡易端末機が導入され、コンピュータによる貸し出し管理が開始された。後に公民館と市民センターは併設となったが、水戸市は条例上公民館を廃止し、市民センターに一本化した。市民センターに一本化した後は、「公民館図書室」を「市民センター図書室」とした。2017年（平成29年）4月1日現在26か所ある。配本冊数は2016年（平成28年）度実績。
| 図書室名             | 所在           | 図書室面積（m2） | 配本冊数（冊） | 備考                   |
| -------------------- | -------------- | ---------------- | -------------- | ---------------------- |
| 竹隈市民センター     | 柳町2-5-8      | 84.00            | 5,796          |                        |
| 渡里市民センター     | 堀町466-7      | 33.18            | 1,138          |                        |
| 上中妻市民センター   | 大塚町1157-1   | 28.35            | 2,127          |                        |
| 桜川市民センター     | 河和田町2894-4 | 47.60            | 3,051          |                        |
| 緑岡市民センター     | 見川町2563     | 30.30            | 2,150          |                        |
| 双葉台市民センター   | 双葉台2-1-5    | 35.95            | 3,494          |                        |
| 常磐市民センター     | 西原1-3-1      | －               | 2,603          | 常磐小学校と共用       |
| 寿市民センター       | 平須町1636     | 18.98            | 2,400          |                        |
| 石川市民センター     | 石川2-4243     | 51.00            | 3,571          |                        |
| 上大野市民センター   | 吉沼町1768-2   | －               | 1,878          | 図書コーナーとして設置 |
| 飯富市民センター     | 飯富町4449-8   | 16.40            | 1,644          |                        |
| 城東市民センター     | 城東3-1-47     | 48.85            | 2,630          |                        |
| 新荘市民センター     | 新荘2-11-2     | 34.96            | 3,638          |                        |
| 千波市民センター     | 千波町1396-4   | 25.46            | 2,723          |                        |
| 柳河市民センター     | 柳川町673-1    | 25.51            | 1,876          |                        |
| 笠原市民センター     | 笠原町358-5    | 39.00            | 2,136          |                        |
| 酒門市民センター     | 酒門町1374-6   | 17.85            | 2,345          |                        |
| 見川市民センター     | 見川2-179-1    | －               | 698            | 図書コーナーとして設置 |
| 国田市民センター     | 下国井町1212-4 | 27.00            | 1,769          |                        |
| 赤塚市民センター     | 河和田3-2329-3 | 26.00            | 2,427          |                        |
| 吉沢市民センター     | 吉沢町243-3    | 24.00            | 1,909          |                        |
| 堀原市民センター     | 新原1-9-16     | 60.00            | 2,463          |                        |
| 山根市民センター     | 全隈町78-1     | 24.00            | 1,624          |                        |
| 大場市民センター     | 大場町2283-1   | 30.00            | 2,611          |                        |
| 稲荷第二市民センター | 栗崎町1695-4   | 33.07            | 3,262          |                        |
| 下大野市民センター   | 下大野町6094-1 | 12.35            | 3,101          |                        |

## 歴史

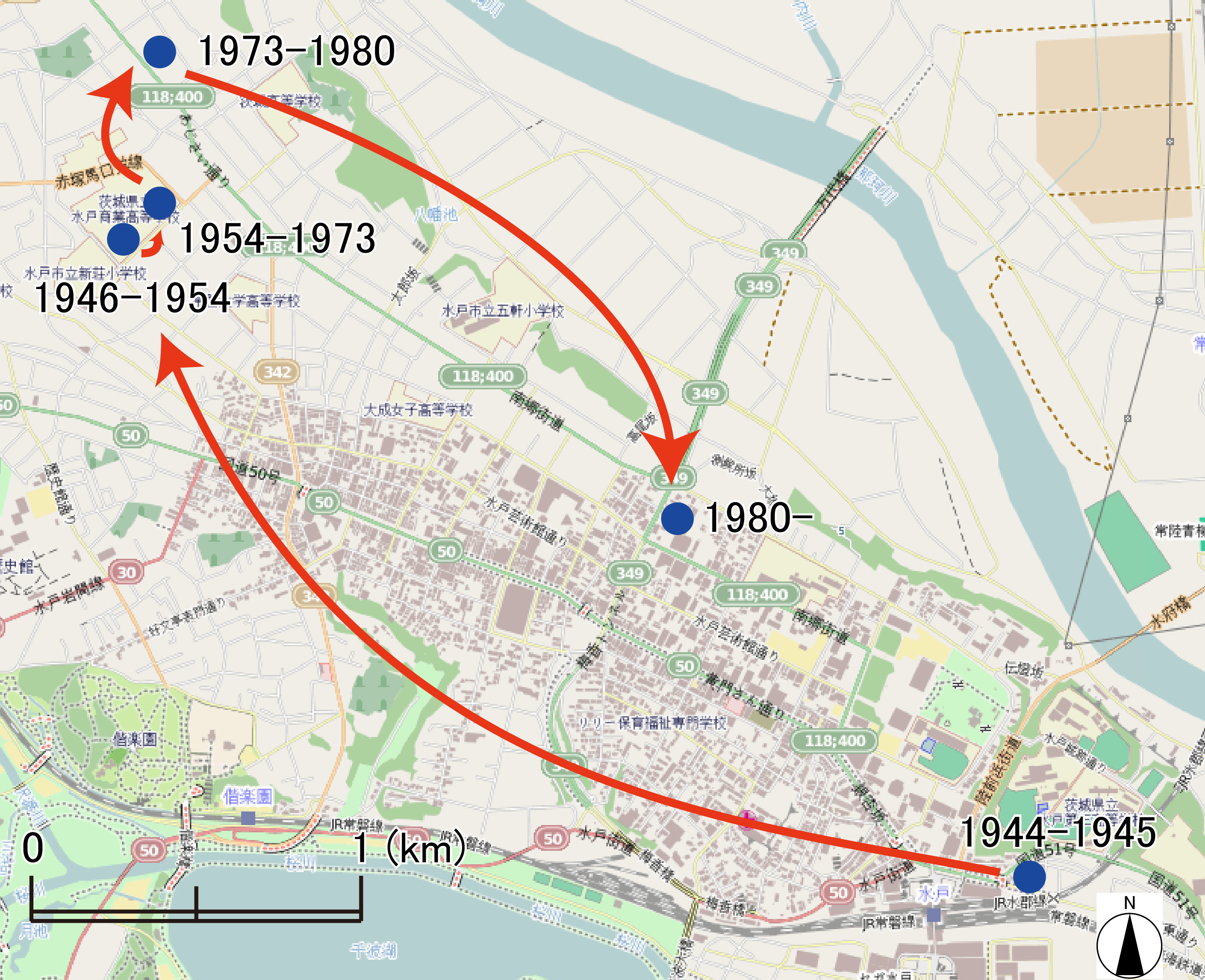
水戸市立図書館/水戸市立中央図書館の位置の変遷

### 開館と焼失（1944-1945）
水戸市には1903年（明治36年）2月設立、1904年（明治37年）4月26日開館の茨城県立図書館が既に存在していた が、水戸市立図書館は1944年（昭和19年）10月1日に設立された。設立の契機となったのは、1938年（昭和13年）に設立された水戸藩産業史研究会が、母体とする茨城農工銀行の日本勧業銀行への合併により同研究会の活動が困難になったことであった。研究会では水戸藩の産業・経済を研究し、その事績に学ぼうという趣旨で設立されたため、水戸藩に関する資料を多数収集しており、自らの研究成果をまとめた会報を発行していた。しかし、研究会の母体である茨城農工銀行が合併により消滅することが決まったことから、研究会は活動困難となり、収集した資料の寄贈と市立図書館の建設を水戸市当局に申し入れ、茨城農工銀行は建設促進のため10万円を寄付した。これを受けて水戸市会は1944年（昭和19年）9月29日に図書館費新設のための補正予算などを可決し、翌9月30日には茨城県知事（今井久）から図書館設立の認可を得て、さらに翌10月1日に時の市長・渡辺覚造を館長とし、研究会の職員であった2名を書記に任命して水戸市立図書館を設置した。この設置日は組織としての図書館の設置がなされた日で、実際の開館はこれより後である。
館舎は柵町三丁目23番地（現・三の丸二丁目2番29号）にあった旧・水戸国民勤労動員署（元・水戸市職業紹介所）として利用されていた1922年（大正11年）築の建物を転用した。開館当初の蔵書数は3,500冊程度であったという記録があり、うち800余冊は市民からの寄贈書であった。市立図書館設置のきっかけを作った水戸藩産業史研究会からは当初1万冊が寄贈されるはずだったが実際にはその一部にとどまり、残りは常磐神社や彰考館へも寄贈されている。
1945年（昭和20年）4月15日、図書館2階にて70人が出席して正式な開館式が挙行され、翌4月16日より一般向けに閲覧・貸出業務を開始した。しかし時は太平洋戦争末期で、日本各地の都市が空襲を受ける状態であったため、7月12日に閉館し、蔵書の疎開を始めた。3か月弱の開館期間中に5,425人が来館し、閉館時点で4,867冊を所蔵していた。図書の疎開先は東茨城郡沢山村（現・同郡城里町）と久慈郡大子町で、どちらへも鉄道で疎開させたものとみられる。ただし疎開できたのは1,500冊ほどにすぎず、蔵書の多くは8月2日の水戸空襲で館舎もろとも焼失した。1945年（昭和20年）の『水戸市事務報告書』では蔵書焼失の件について「遺憾ノ極ミナリ」と記している。同じ水戸市内にあった茨城県立図書館も水戸空襲で蔵書と館舎を失っている。

### 水商での再開（1946-1973）
蔵書のほとんどと館舎を失った水戸市立図書館の再開は1945年（昭和20年）12月12日の水戸市会で決したが、資材不足で実際に着工することはできなかった。そこで戦災を免れた茨城県立水戸商業学校（現・茨城県立水戸商業高等学校、以下「水商」と略記）の武道場を借用し、1946年（昭和21年）1月に事務を再開、2月に疎開先から図書と書架を回収して5月1日に一般の利用を再開した。水商の武道場（66坪≒218.2m2）はすでに茨城県立図書館が仮館として借用していたため、場内を二分する形で利用した。再開間もない5月26日にはGHQの指示により、軍国主義的ないし超国家主義的とされた図書575冊を焼却処分し、約1,500冊しかなかった焼け残り図書がさらに少なくなった。軍から払い下げられた図書も蔵書に加わったものの、科学系や技術系の図書が中心で、一般向けの図書はあまりなかったようであり、水戸市は1,000円の図書購入費を補正予算に盛り込み、市民には図書の寄贈を求めた。蔵書は少なかったものの、祝祭日のみ休館（日曜日は開館）と開館日数は多く、1人1冊1週間までの貸し出しを行っていた。1950年（昭和25年）から1953年（昭和28年）には秋季夜間開館と称して延長開館を実施した。この頃の図書館の特徴的な利用者として受験勉強の高校生がおり、ここで勉強した82人が東京大学や茨城大学などへ合格したという当時の新聞報道がある。
県立図書館との建物の共有、蔵書数の増加といった課題に直面していたため、水商出身の市会議員らの取り計らいもあり、水商同窓会記念会館へ移転することが決まり、1954年（昭和29年）2月12日に水戸市は水商同窓会記念会館を150万円で専決処分により取得、4月26日に移転して5月1日より開館した。新しい図書館は1934年（昭和9年）に完成した塔屋付きの和洋折衷木造モルタル2階建ての建物で、延床面積は222.3m2あり、1階を書庫と事務室、2階を閲覧室としていた。1955年（昭和30年）12月31日時点の蔵書数は図書12,907冊、雑誌3,001冊であった。
移転直後の図書館には学生を中心として多くの来館者が訪れたが、資料購入予算が十分に与えられなかったこともあり、利用者数・利用冊数ともに年々減少していった。そこで1960年（昭和35年）より市内の婦人会役員宅に50冊程度の本を詰めた木箱を設置してもらい、1か月ごとに巡回する巡回文庫を始めたところ、すぐに本が貸し出されるという盛況ぶりであった。また館内でも映画会、レコードコンサートの定期開催や夜間に社会教育団体へ建物を開放する取り組みを行った。正確な年代は不明ながら、この頃貸し出し方式を記帳式からカード式に改めている。しかし利用実績向上には結びつかず、貸出冊数は1960年（昭和35年）度の7,632冊に対し、1965年（昭和40年）度には2,878冊に落ち込み、館内閲覧者数も1960年（昭和35年）度の19,688人から、1965年（昭和40年）度は3,119人に減少している。こうした中で、図書館は休館日を木曜日から日曜日に変更した。
水戸市立図書館は利用促進の次なる一手として、児童に着目した。折しも『中小都市における公共図書館の運営』（中小レポート）や『市民の図書館』が日本図書館協会から発刊されて市町村立図書館の重要性、貸出重視、児童サービス重視などが説かれ、水戸市でも1968年（昭和43年）より児童書の充実方針を掲げ、図書館近隣の小学校に利用を呼びかけるとともに翌1969年（昭和44年）からは「児童巡回文庫」も開始した。この作戦は功を奏し、1967年（昭和42年）度時点では全体の3%に過ぎなかった小学生利用者が1970年（昭和45年）度には68%にまで上昇し、貸出冊数も1966年（昭和41年）度の3,250冊から1970年（昭和45年）度の17,053冊へと増加した。1972年（昭和47年）からは貸し出しを1人2冊10日間に増加・延長し、読書会などの団体向けに特別貸出文庫を設けるなど利便性を高める工夫を行った。

#### 茨城CIE読書室/アメリカ文化センター（1947-1967）
水戸市立図書館とは別に、水戸市は茨城軍政部民間情報教育局読書室（CIE読書室）の運営も行った。CIE読書室は、占領政策の一環として1947年（昭和22年）7月16日に茨城県商工会議所2階に設置され、CIEから送られてくる『ライフ』などの雑誌や洋書を中心に市の費用で購入した図書も含めて所蔵し、年中無休で9時から17時まで開館していた。他のCIE図書館とは異なり茨城CIE読書室にはアメリカ人職員はおらず、市職員2人が運営に当たった。
商工会議所の賃料が市にとって負担であったため、1947年（昭和22年）10月28日に水商の市立図書館へ移転し、11月24日には水戸市立三の丸小学校の土間を改造してそこに移転した。1949年（昭和24年）11月には三の丸小学校南東角に10坪（≒33.06m2）の図書室が建設され、文教地区にあることから学生を中心に1日100人超の来館者を集めた。1952年（昭和27年）5月にはGHQの廃止に伴い、東京アメリカ文化センター水戸分館に改称、拡張計画が持ち上がったこともあった中で実現しないまま1956年（昭和31年）4月1日に水戸市立図書館に統合されて消滅した。
しかし「アメリカ文化センター」という組織は存続し、市立図書館の一角にコーナーとして存置された。1958年（昭和33年）には「アメリカ読書室」に名称を改めたため、市立図書館の館頭には「水戸市立図書館」と「アメリカ読書室」の2つの看板が掛けられた。アメリカ読書室の蔵書は次第に古くなり、1960年（昭和35年）頃には利用者も少なくなり、1967年（昭和42年）には実質活動を停止した。

### 末広町の旧銀行建物へ（1973-1980）
利用実績が上向き始めた矢先の1968年（昭和43年）2月、水商の校舎建て替えと運動場拡張計画が浮上し、水商とそのPTAは数年内に立ち退くよう市立図書館に要望した。これに対して水戸市当局は、移転候補地を検討するも土地区画整理事業が進行中ということで適地が見つからず、市民の間でも「移動図書館を先に」、「県立図書館を間借りすれば」という建設消極派と「建物は老朽化し、暗くて狭いから」、「文教都市・水戸の名に恥じぬよう」という建設推進派に分かれ、議論は遅々として進まなかった。こうした中、水商の校舎第2期工事が1972年（昭和47年）に着工するとともに、第29回国民体育大会（茨城国体、1974年）に向けて水商が各種競技の選手強化協力校に指定されたことから、水商側は1973年（昭和48年）3月までに立ち退くよう再三市議会に請願した。また図書館周辺に居住する市民からは、同じ場所に図書館を残すか学区内での移転を求める陳情がなされた。
こうして市は1972年（昭和47年）末に水戸市土地開発公社が先行取得していた上水戸一丁目の東洋工業跡地へ新築移転し、建設中は仮館を設置するという方針を打ち出したが諸事情により実現せず、急場しのぎとして、ちょうど売りに出されていた末広町二丁目の関東銀行馬口労町支店を買収して図書館とする案が採用され、1973年（昭和48年）6月28日に土地と建物を取得して一部を改修し、同年8月16日に移転し8月27日に開館した。移転に伴い、水商同窓会からは150万円が移転改築費として寄付された。
移転先は水商から400mと至近距離であったが、国道118号沿いとなったことで従来からの常連利用者に加えて子連れの女性の姿も目立つようになり、図書購入予算が増え蔵書数が伸びるとともに、利用者数・貸出冊数も増加した。また入り口に掲げられた「ありがとうございます」の文字は「お役所らしくない」と来館者の高評価を得た。一方、国道沿いに移転したため多少の騒音があったという。新館は鉄筋コンクリート構造2階建てのがっしりした建物で、1階を事務室、一般閲覧室、児童室、書庫とし、2階に学生閲覧室、郷土資料室、整理室兼会議室を配置していた。銀行として建てられたため閲覧室や書庫が複数の部屋に分かれてしまうという使用上の不便があり、管理の目が届きづらい欠陥を抱え、1975年（昭和50年）11月1日の夕方には2階会議室から出火し図書約2,000冊を焼く被害が発生した。この1件や利用状況の向上を背景に、施設の不便さと限界が露呈し、移転早々に新館建設を求める声が高まり始めた。

#### 大町への移転計画（1976-1980）
1976年（昭和51年）3月11日、『水戸市第2次総合計画』が決定し、その中の社会教育の項で中央図書館の整備が掲げられた。この時点では水戸市当局には以前頓挫した上水戸一丁目の土地が建設候補地として念頭にあったが、土地の形状や日当たりなどの面で図書館用地としてふさわしくないことが判明したため、新たに3か所の候補地が選定された。ところが市内の材木店社長から大町三丁目の土地を図書館用地として提供する申し出があり、中心市街地かつ文教地区と好条件であったため、大町に図書館を建設することが1978年（昭和53年）に決定した。また図書館は当初、公民館との併設を想定していたが、図書館と併設して相乗効果があるのは文化財の保存・活用施設であろうという判断が下され、1979年（昭和54年）の水戸市制90周年事業の目玉として水戸市立図書館・郷土資料館（仮称）の建設のための補正予算が1978年（昭和53年）6月議会に上程された。
1978年（昭和53年）10月14日には設計コンペが行われ、6社の中から三上建築設計事務所の案が採用された。翌1979年（昭和54年）6月26日には起工式が挙行され、1980年（昭和55年）5月31日に竣工、6月15日までに末広町からの移転作業を終え、7月1日に約300人の出席の下で開館記念式典が執り行われた。翌7月2日から一般の利用者が閲覧・貸出できるようになった。この間、1979年（昭和54年）4月に図書館職員が5人から8人へ増員され、貸出方式はブラウン方式に切り替えられた。さらに1980年（昭和55年）4月には職員が16人に増員された。建設期間中には、茨城大学の教員と一般市民の交流の場である市民自由大学から派生して「図書館問題懇談会」が発足し新図書館へ各種の提案を行い、子ども文庫の会の関係者らが「水戸市の図書館をよくする会」を組織して移動図書館の早期実施を求めるなど市民運動が活発に展開した。両団体の意見は受け入れられ、懇談会の提案は実施設計に反映され、よくする会の意見は移動図書館導入を早めることになった。

### 複数館体制へ（1980-）
大町へ移転した1980年（昭和55年）以降、図書館サービスの拡充が進んだ。具体的には水戸市図書館協議会の発足、視聴覚資料の貸出の開始、図書館行事の活発化、司書実習の受け入れ開始などである。また1980年（昭和55年）4月に運行を開始した移動図書館「こうぶん号」は実績好調で市民からの拡充要求が相次ぎ、国際障害者年の翌年である1982年（昭和57年）5月2日には身体障害者向けに郵送貸し出しを開始した。こうした中、「読書文化の復権」を掲げた佐川一信が1984年（昭和59年）7月に水戸市長に就任すると、実現こそしなかったものの2階建てバスを購入して日本初の2階建て移動図書館を導入するという大胆な案を提示したり、菅原峻が代表を務める図書館計画施設研究所に委託して「水戸市図書館整備計画」を作成したりするなど図書館の発展に尽力した。人事面では勤続22年のベテラン女性図書館職員を館長に任命して、水戸市役所における女性の課長への登用の端緒を切り開いた。1985年（昭和60年）11月に公表された水戸市図書館整備計画は、閲覧中心から貸出重視へ、学生・生徒の学習室からの脱皮、一部読書人の書斎から全住民のものへ、数多くのサービス・ポイントによる全域サービスの展開の4つの発展方向を示し、具体的には市内を3地区に分け地区中心館を置き、各地区の中でも人口の多い地域に副中心館を置き、移動図書館のサービスポイントや公民館図書室などの地区図書館を支えるとともに地区内のコミュニティセンターとして機能を持たせることを提案した。またサービス面ではコンピュータの導入を提案した。
整備計画を反映し、1986年（昭和61年）6月に「水戸市第3次総合計画」が策定され、地区中心館として2館の建設に着手することが掲げられた。ここで建設が決まったのは東部図書館と西部図書館の2館であり、東部は1989年（平成元年）4月26日に、西部は1992年（平成4年）4月23日にそれぞれ開館した。東部図書館の開館を前に、大町の水戸市立図書館は1989年（平成元年）4月1日に水戸市立中央図書館に改称した。これと並行してサービス面の整備も進み、1986年（昭和61年）5月に水戸ロータリークラブからの寄贈でビデオコーナーを設置し、7月には広報紙「くすのき」を創刊、1989年（平成元年）4月2日には本格的にコンピュータによる貸し出しを開始した。
図書館建設は東西2館の整備をもって一段落したが、将来的には見和・見川地区、千波・緑岡地区、常磐地区、常澄地区への地区図書館（整備計画での「副中心館」相当）の建設を目指していた。そして1994年（平成6年）6月の「水戸市第4次総合計画」に今後10年間に2つの地区図書館建設が明記された。他方で、図書館行政に力を入れていた佐川市長の退任に伴い、1994年（平成6年）度の図書館予算は前年から31.8%もカットされてしまった。
1999年（平成11年）2月1日には「水戸市立図書館基本計画」が策定された。この基本計画では「さまざまな人と人」、人と本との出会いを生み出す開かれた図書館」を将来像に据え、見和・常澄の2館新設を位置付けた。そして2006年（平成18年）4月24日に見和図書館が、2008年（平成20年）4月20日に常澄図書館がそれぞれ開館した。一方で移動図書館は2008年（平成20年）3月31日をもって運行を終えた。サービス面では2001年（平成13年）8月1日に図書館のウェブサイトを開設し、翌月1日より水戸市周辺14市町村を対象とした広域利用を開始した。2003年（平成15年）7月1日には図書のインターネット予約を開始した。続いて2009年（平成21年）2月10日に貴重図書のインターネット公開を開始した。第5次水戸市総合計画実施計画に位置づけられていた内原図書館は、2010年（平成22年）4月16日に開館した。これにより水戸市では「ハード面の整備が終了」としている。
2012年（平成24年）より水戸市立図書館に指定管理者制度を導入することについての検討が始まり、2016年（平成28年）4月1日より指定管理者制度が導入され、まず東部・西部・見和・常澄の4館が図書館流通センターの運営に移行した。同時に、中央図書館は耐震工事のために長期休館に入り、休館中は内原図書館が中央図書館の業務を代行した。中央図書館が耐震工事の為休館している間は直営であった内原図書館も中央の工事終了後の2018年（平成30年）4月1日より図書館流通センターが運営するようになった。

#### 指定管理者制度導入の経緯（2012-2018）
水戸市立図書館に指定管理者制度を導入するにあたっての最初の動きは、2012年（平成24年）に水戸市行政評価委員会が公の施設の管理運営にかかる事務を検討した際に「現状のまま継続」とした図書館側の自己評価に対し、「見直しの上で継続（手段を改善）」と委員会側が判定したことにある。2013年（平成25年）1月26日には水戸市職員組合が日本図書館協会元事務局長の松岡要を招いた学習会を開いたが、職員は制度の導入がそう簡単に進まないだろうと楽観視していた。ところが同年6月の水戸市議会定例会で、同年4月から教育長が先進地視察として神戸市立図書館と明石市立図書館を訪問していたことが明らかになった。続いて8月6日には水戸市立図書館協議会へ制度の導入に関して中央図書館長が諮問を行った。図書館協議会では10月10日に習志野市立図書館を見学し検討を重ねた結果、2014年（平成26年）6月26日に指定管理者制度の導入を容認する答申を出した。ただし、4名の委員から反対意見が上がったため、中央図書館を直営として残すことで全体を統括すること、という条件が付された。
この動きに対して水戸市職員組合を中心とする導入反対派は「水戸市立図書館を育てる会」を2014年（平成26年）1月27日に立ち上げ、講演会や学習会、シンポジウムを開催した。さらに直営維持を求める署名活動を実施し、3,674人分（うち水戸市民は1,624人）の署名を携えて市長の高橋靖と面会した。しかし高橋は、答申通り中央図書館を除く5つの図書館に制度を導入し、浮いた人材を学校図書館支援業務に充てることを表明した。2015年（平成27年）第2回水戸市議会定例会（会期：6月9日から6月30日）において指定管理者導入の為の「水戸市立図書館条例の一部を改正する条例」が可決成立し中央館以外の館への指定管理者制度の導入が決まった。指定管理者には株式会社図書館流通センターが選ばれ、まず2016年（平成28年）4月1日から内原以外の地区館4館が図書館流通センターの運営に移行した。中央図書館が耐震工事の為休館している間は直営であった内原図書館も中央の工事終了後の2018年（平成30年）4月1日より図書館流通センターが運営するようになった。

### 年表
- 1944年（昭和19年）10月1日 - 水戸市立図書館設立[4]。
- 1945年（昭和20年）8月2日 - 水戸空襲で館舎・蔵書を焼失[29]。
- 1946年（昭和21年）1月 - 茨城県立水戸商業学校で事務を再開[31]。
- 1973年（昭和48年）8月16日 - 末広町の独立館に移転[48]。
- 1980年（昭和55年）
  - 4月15日 - 移動図書館「こうぶん号」の運行を開始[56]。
  - 7月1日 - 併設の水戸市立博物館とともに水戸市立図書館新館が開館[49]。
- 1989年（平成元年）
  - 4月1日 - 水戸市立図書館を水戸市立中央図書館に改称[64]。
  - 4月26日 - 水戸市立東部図書館が開館[64]。
- 1992年（平成4年）4月23日 - 水戸市立西部図書館が開館[83]。
- 2006年（平成18年）4月24日 - 水戸市立見和図書館が開館[69]。
- 2008年（平成20年）
  - 3月31日 - 移動図書館「こうぶん号」を運行終了[69]。
  - 4月20日 - 水戸市立常澄図書館が開館[69]。
- 2010年（平成22年）4月16日 - 水戸市立内原図書館が開館[71]。
- 2016年（平成28年）4月1日 - 東部・西部・見和・常澄図書館に指定管理者制度を導入[73][84]。4館とも図書館流通センターが指定管理者となる[73][2]。
- 2018年（平成30年）4月1日 - 内原図書館が指定管理者の図書館流通センターによる管理運営となる[74]。

## 各館

### 中央図書館

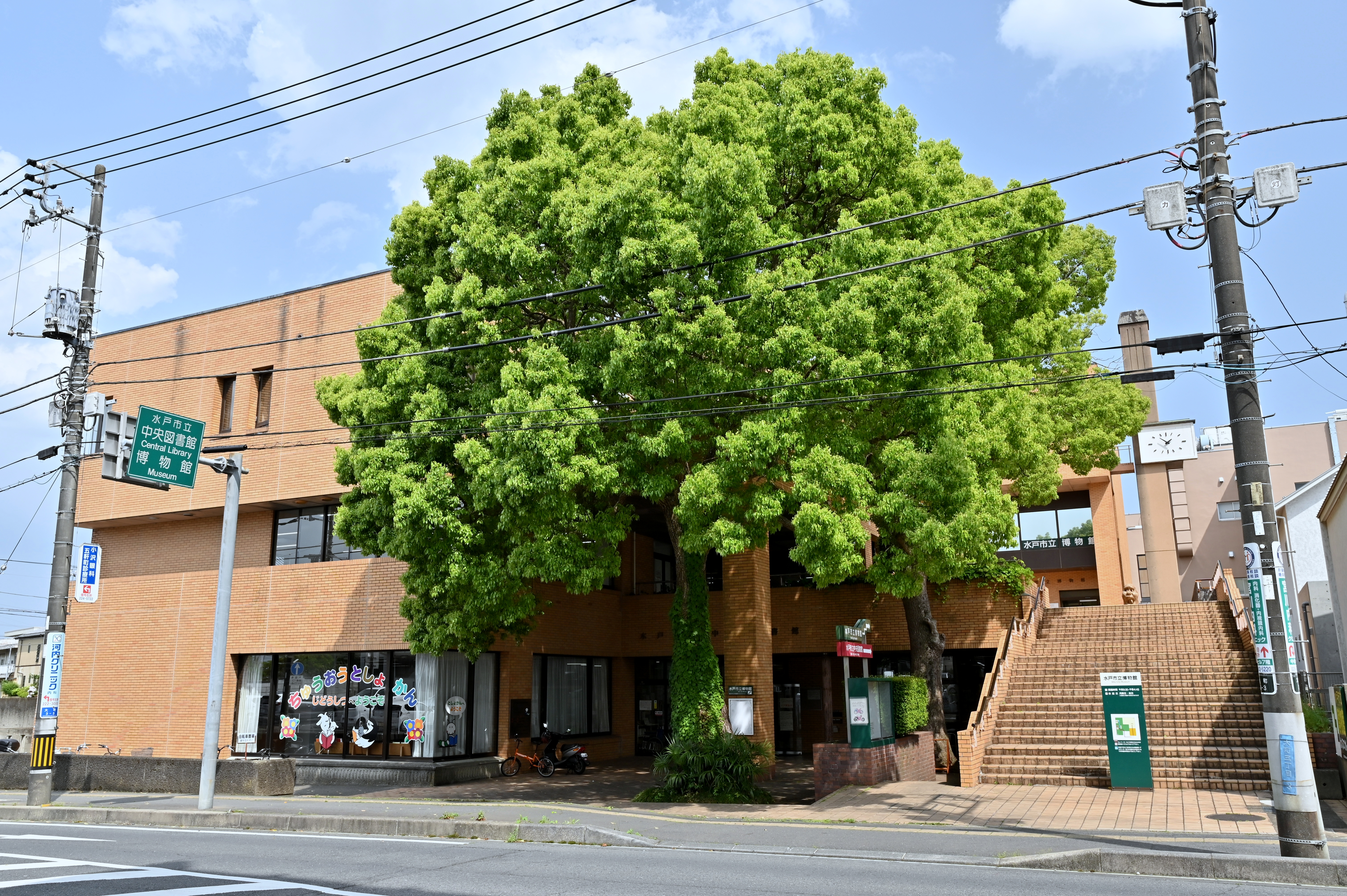
中央図書館

1944年（昭和19年）10月1日に水戸市立図書館として設立、1980年（昭和55年）7月1日に現行館開館。水戸市の図書館サービスの中央館として位置付けられ、全体調整を図るとともにレファレンスサービスの拠点となっている。同時に水戸市北部・中心部の地区図書館としての役割も担う。佐藤中陵・徳川宗敬・深作欣二らの旧蔵書・資料、旧制水戸高等学校に関する資料を保有し、ビジネス支援・まちづくり・郷土資料・行政資料・演劇や音楽に関する資料を重点収集する。館内には深作欣二資料室があり、深作の使っていた大型書架に深作の収集した多岐にわたる蔵書が並んでおり、予約すれば見学ができる。
2016年（平成28年）から耐震工事のために休館していたが、2018年（平成30年）4月1日に再開し「青年図書コーナー」を開設したほか、茨城県立図書館と同じであった月曜休館を金曜休館に変更、開館時間の延長を実施した。

### 東部図書館

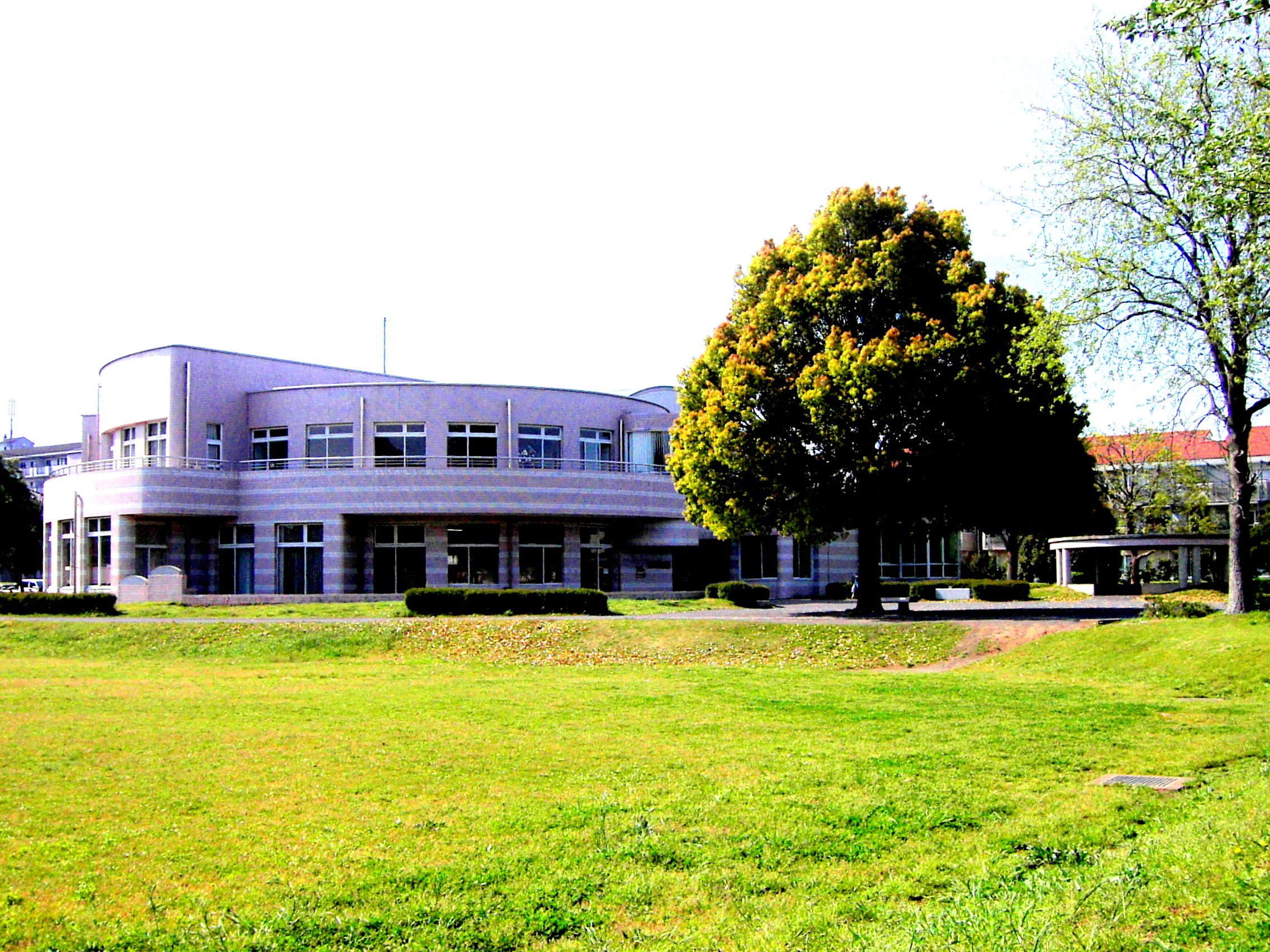
東部図書館

1989年（平成元年）4月26日開館。水戸市図書館整備計画・水戸市第3次総合計画に基づいて建設された。水戸市東部の地区図書館としての役割を担うとともに平和に関する資料を重点収集する。大岡昇平の旧蔵書で構成する大岡昇平コーナーを有する。指定管理者制度を導入しており、図書館流通センターが管理運営する。
図書館は水戸市園芸センターの跡地であり、国有地であったため大蔵省水戸財務事務所（当時）と交渉して買収した。設計は中央図書館と同じく三上建築事務所が手掛けた。百里飛行場（茨城空港）の飛行ルート上にあるため、防衛施設庁（当時）の補助金を得て防音仕様で建設されている。

### 西部図書館

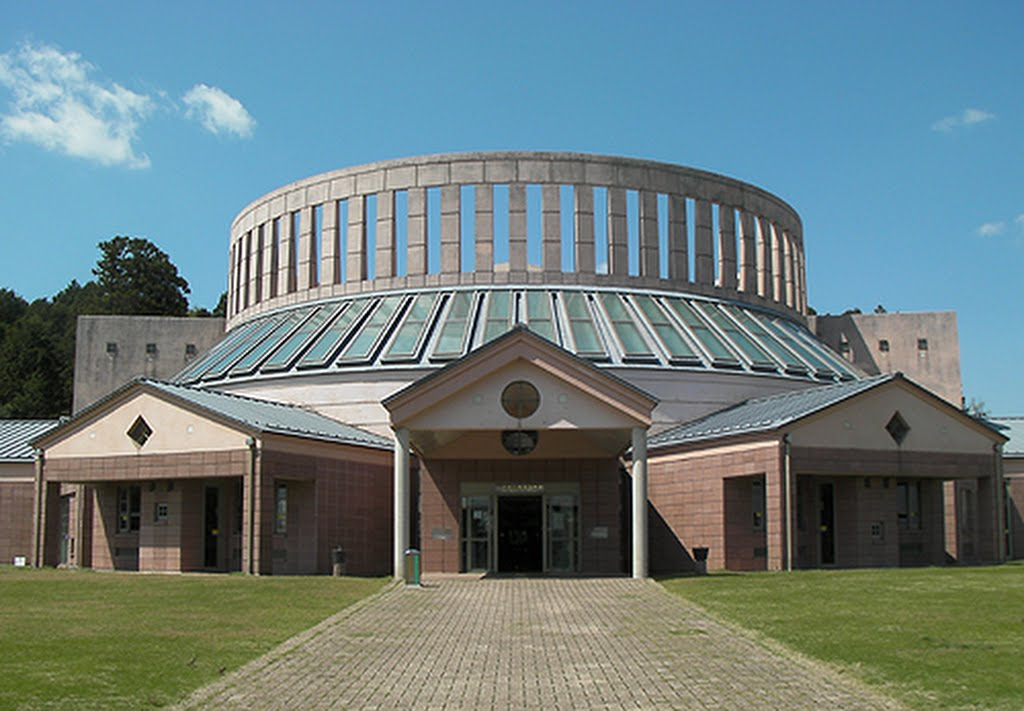
西部図書館

1992年（平成4年）4月23日開館。東部図書館と同じく水戸市図書館整備計画・水戸市第3次総合計画に基づいて建設された。水戸市西部の地区図書館としての役割を担うとともに社会科学に関する資料を重点収集する。佐川一信の旧蔵書で構成する佐川文庫コーナーを有する。指定管理者制度を導入しており、図書館流通センターが管理運営する。
設計者は新居千秋都市建築設計であり、中世ヨーロッパ建築を思わせる建物は吉田五十八賞を受賞し、当時無名であった新居千秋の出世作となった。また映画『図書館戦争』のロケーション撮影が行われたことから、作品のファンの来館が多い。

### 見和図書館

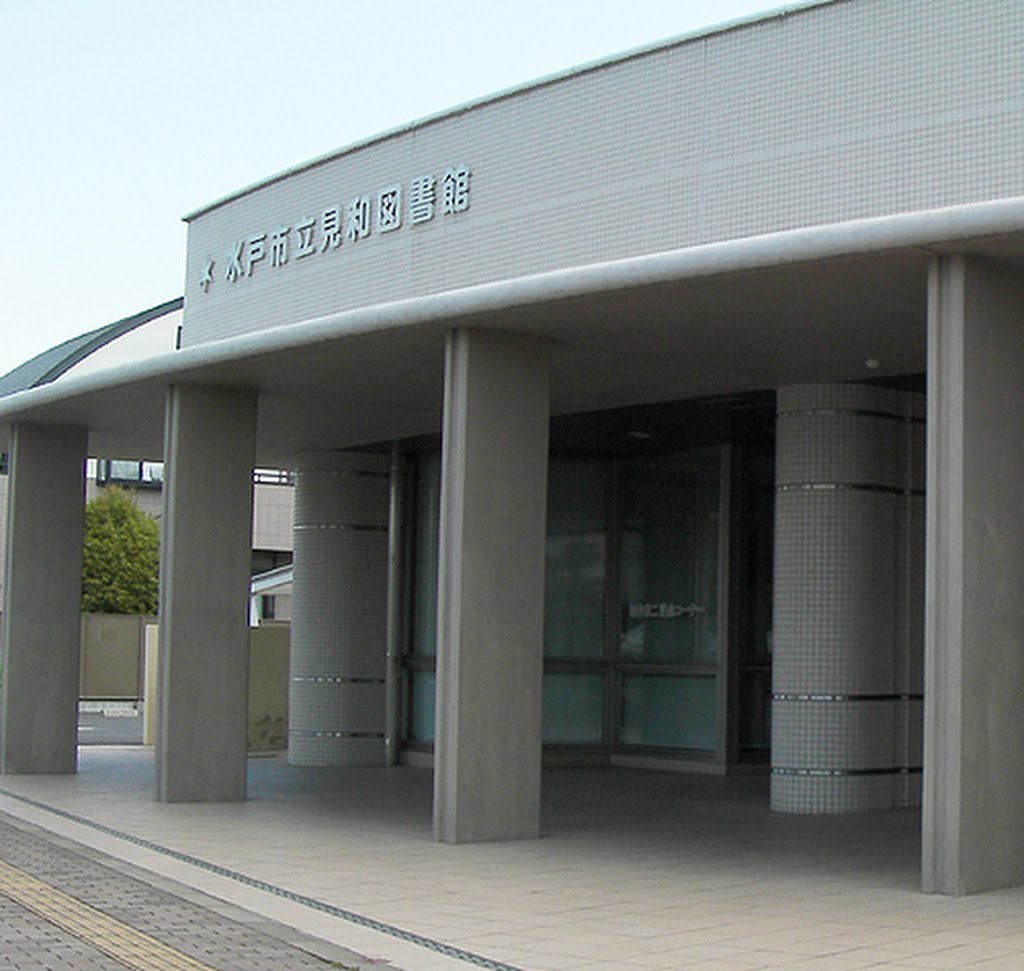
見和図書館

2006年（平成18年）4月24日開館。水戸市見和地区の地区図書館としての役割を担うとともにビジネス書を重点収集する。各館で収蔵しきれなくなった図書を収蔵する機能も持つ。指定管理者制度を導入しており、図書館流通センターが管理運営する。
JR常磐線赤塚駅に近い商業地に立地することから、起業家や個人事業主を対象としたビジネス支援に重点を置いており、2019年（平成31年）2月より「ビジネス支援講座」を開講する。また深作欣二の出身地である旧緑岡村内に立地する縁から、深作が愛用したサングラスやストップウオッチを所蔵・公開している。
2018年（平成30年）9月にフリーペーパー「茨女」の編集者や登場したモデルによる推薦図書を推薦者のコメントを添えて展示する企画が行われた。企画展で展示された図書が1週間でほぼ貸し出されるという反響の大きい企画となった。

### 常澄図書館

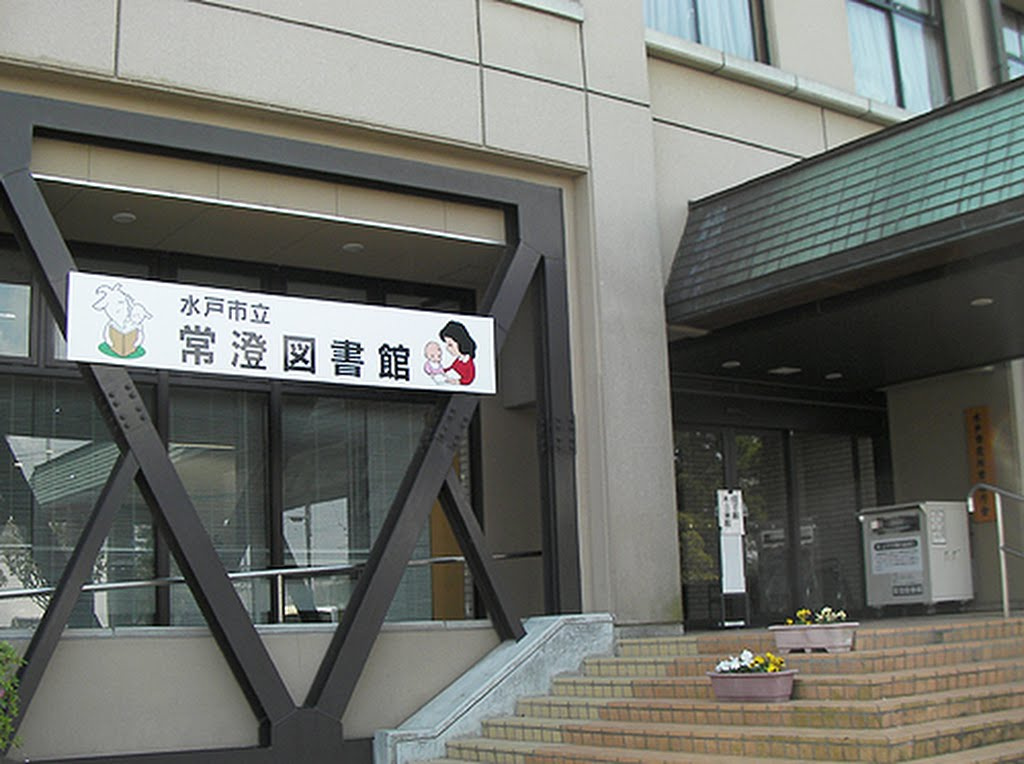
常澄図書館

2008年（平成20年）4月20日開館。水戸市常澄地区の地区図書館としての役割を担うとともに農業や歴史に関する資料を重点収集する。指定管理者制度を導入しており、図書館流通センターが管理運営する。

### 内原図書館

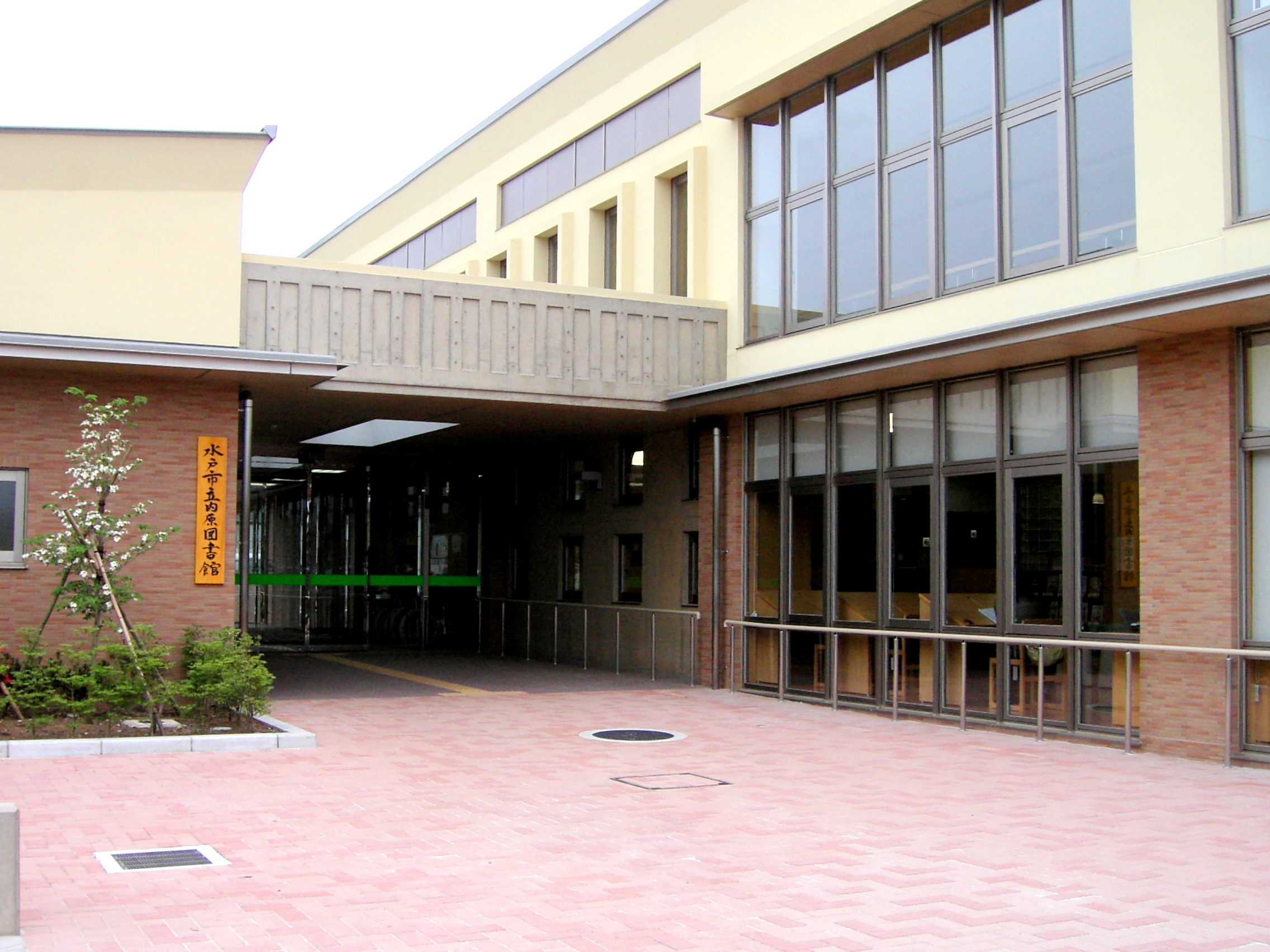
内原図書館

2010年（平成22年）4月16日開館。水戸市内原地区の地区図書館としての役割を担うとともに郷土資料と医学関係図書（特に闘病記）を重点収集する。各館で収蔵しきれなくなった図書を収蔵する機能も持つ。
ガラスで仕切られた児童開架室を特徴とし、開館時点で1万5千冊の児童書を所蔵していた。2016年（平成28年）に中央図書館が耐震補強工事のため休館した際には、内原図書館が中央図書館の業務を代行した。中央図書館の工事終了後の2018年4月1日より指定管理者の図書館流通センターが管理運営する。
開館当日が村上春樹の小説『1Q84』第3巻の発売日と重なり、開館してすぐに既刊の1巻と2巻が貸し出されたというエピソードがある。水戸ホーリーホックのホームタウンであることにちなみ、ザスパ草津（現・ザスパクサツ群馬）の草津町立図書館（現・草津町立温泉図書館）、栃木SCの宇都宮市立東図書館と合同で2011年（平成23年）10月25日から12月4日にかけて「図書館で北関東ダービー!?」と銘打った企画を実施した。この企画ではそれぞれの市町の歴史や文化について書かれた本を紹介するコーナーが設けられ、観光パンフレットなども置かれた。

## 特色

### 子育て支援
指定管理者制度を導入した4館（東部・西部・見和・常澄）では、2016年（平成28年）10月より「育児コンシェルジュ」が設置されている。育児コンシェルジュは、横浜市に本社を置く保育サービス企業の職員である、保育士・幼稚園教諭の有資格者や子育て支援員で構成され、週3回（常澄は週1回）、10時から15時まで（12時から13時は休止）図書館に滞在し、利用者の子育て相談に応じたり、読み聞かせや本の紹介を行ったりしている。
2017年（平成29年）1月17日にはさらに進んで託児サービスの提供を本格的に開始した。実施館は東部・西部・見和の3館である。子供連れでも図書館を利用しやすくしようと指定管理者の図書館流通センターの提案で始まったものであり、茨城県の図書館では初めての取り組みである。託児サービスは育児コンシェルジュと同じスタッフが担当し、利用者は特定の曜日の10時から15時まで（12時から13時は休止）の毎正時に1時間子供を預けることができる。利用条件は保護者と子供がともに水戸市内に居住し、保護者は水戸市立図書館の利用カードを保有していること、子供は1歳から未就学児までの年齢であること、となっている。2017年（平成29年）は全館合計で1,620件の利用があった。
見和図書館では、利用者のニーズを反映して2018年（平成30年）6月より育児コンシェルジュと託児サービスの実施回数を増やした。託児サービスは、利用者が託児中に手芸の技術を身に付けて図書館に作品を贈ったり、資格所得を実現したりといった効果を、育児コンシェルジュは転勤者の多い水戸市で育児相談ができる相手や友人を見つけた人が現れるといった効果を上げている。

### 図書館実習と一日図書館員
水戸市立図書館（現・水戸市立中央図書館）が大町に移転した1980年（昭和55年）以降、司書資格の取得を目指す大学生・短大生の図書館実習を毎年受け入れている。第1号の実習生は常磐学園短期大学（現・常磐短期大学）と茨城女子短期大学から22人が集まり、計4週間の実習に取り組んだ。
一日図書館員は水戸市内の小中学校に通う児童・生徒を対象として毎年開催している行事である。日本全国のキャンペーンである読書週間（秋季）に合わせて行われる記念行事の一環として実施してきた が、2002年（平成14年）からはこどもの読書週間（春季）の行事となっている。例年、水戸市立図書館の全館で開催している。一日図書館員の目的は、子供たちに図書館に親しんでもらうことであり、業務の説明、館内の見学、カウンターでの図書の貸出・返却処理、返却本の書架への配架、子供向けの読み聞かせ などを子供に体験させる。

### 移動図書館（1980-2008）
水戸市立図書館の移動図書館は「こうぶん号」の名称で1980年（昭和55年）に運行を開始し、2008年（平成20年）の常澄図書館開館に合わせて運行を終了した。移動図書館の導入は1968年（昭和43年）に「移動文庫」の名で構想が現れ、1970年（昭和45年）には請願が市民から出されていたが、1978年（昭和53年）12月に水戸市の図書館をよくする会が4,196人分の署名を添えて市議会に移動図書館の運行を請願したことで動きが加速した。よくする会の請願から1年になる1979年（昭和54年）12月に移動図書館車が発注され、よくする会などの意見を取り入れて巡回コースを確定し、市民公募で図書館車の愛称を偕楽園にある好文亭にちなみ「こうぶん号」と命名するなど準備を進め、1980年（昭和55年）4月15日に大町の新図書館開館を待たずして運行を開始した。
こうぶん号は運転手1人と司書2人が乗り込んで市内31か所に設けられたステーションを1日4か所ずつ巡回する形で運行を開始した。初代こうぶん号は26人乗りのマイクロバスを改造した車両で約2,500冊を積載可能であったが、団地などのステーションでは大勢の利用者で図書館車の前に行列ができ、予定時間に発車できなくなったり、借り尽くされて書架に本が残っていないといった状況にあった。このことは、1984年（昭和59年）度の図書館本館の貸出冊数が289,438冊であったのに対し、移動図書館が211,262冊と肉迫していることからも窺える。移動図書館の成績好調や増車を求める市民請願を受けて、1985年（昭和60年）11月に「こうぶん2号」が投入され、2台のこうぶん号で65か所のステーション巡回が始まった。
本館のコンピュータ化を受けて、1989年（平成元年）7月4日から日本電信電話（NTT）の自動車電話回線を使った貸出を開始した。このオンラインシステムは貸出・返却だけでなく、蔵書検索や利用者登録もできる当時の最新鋭であり、日本初であった。初代こうぶん号は1992年（平成4年）1月に4tトラックを改造した「こうぶん1号」に置き換えられた。運行初期は本館に迫る貸出実績を挙げていた移動図書館であったが、1993年（平成5年）度には中央図書館が171,991冊に対し、移動図書館は66,132冊と離されていった。これは東部・西部の両図書館の開館によるもので、図書館側は実績が下がっているものの図書館から遠く人口密度の低い地域の市民にも本を届ける使命を果たすために重要と考えていた。
しかし2006年（平成18年）3月31日をもって「こうぶん2号」が運用を廃止し、2008年（平成20年）4月に常澄図書館が開館するのに合わせて 同年3月31日で移動図書館は廃止となり、配本車に取って代わられることとなった。